# Кесарийская митрополия
Кесари́йская митропо́лия (греч. Ιερά Μητρόπολη Καισαρείας) — епархия Константинопольской православной церкви в Малой Азии с центром в городе Кесария Каппадокийская (ныне Кайсери, Турция). Митрополит носит титул «митрополит Кесарийский, ипертим и экзарх всего Востока» (греч. Ο Καισαρείας, υπερτίμων και έξαρχος πάσης Ανατολής).
Кесария была заселена уже в IV тысячелетие до н. э. Первоначально город назывался Мазака, затем около 150 года до н. э. был переименован в Евсебию в честь каппадокийского царя Ариарата V Евсеба и в 18 году н. э., через год после завоевания его римлянами, получил название Кесария. Кесария становится митрополией в 325 году, как первоначально имеет заслуженный примат над остальными понтийскими епархиями — Никомидийской, Гангрской, Анкирской, Амасийской, Неокесарийской и Севастийской, а позже и Клавдиопольской (выделенной от Гангрской), Песийской (выделена из Анкарской), Тианской (выделенной из Кесарийской) и Мелитинской (выделенной из Кесарийской). Согласно решениям Халкидонского собора в 451 году все митрополии перешли на подчинение Константинопольскому патриархату.
Митрополия имела 5 епископов в VII веке, 12 — в X веке и восемь в XII веке, но с сельджукским завоеванием региона их количество постепенно уменьшается, а в XIV веке не остаётся ни одного.
После поражения Греции в греко-турецкой войне 1919—1922 годов и насильственного обмена населения между Грецией и Турцией в 1922 году на территории епархии не осталось православного населения. Последний митрополит Кесарийский, Каллиник (Деликанис), умер в 1934 году. По свидетельству архимандрита Пантелеимона (Митропулоса), общавшегося с православными беженцами из этих мест, «Это были очень благочестивые люди, они хранили веру, ходили в церковь… Многие из них потеряли язык и говорили по-турецки, но их вера была очень сильна».

## Правящие архиереи
- Леонтий (Полизоидис) (юли 1796 — 1 октябрь 1801)
- Филофей (октябрь 1801 — май 1816)
- Мелетий II (май 1816—1817)
- Иоаникий (июнь 1817 — 15 ноябрь 1823)
- Хрисанф (ноябрь 1823 — декабрь 1830)
- Герасим (Домнинос) (декабрь 1830 — март 1832)
- Паисий (Кепоглус) (март 1832 — 30 январь 1871)
- Евстафий (Клеовулос) (3 октября 1871 — 26 январь 1876)
- Мефодий (Аронис) (28 января 1876 — май 1878)
- Иоанн (Анастасиадис) (21 май 1878 — 28 апреля 1902)
- Гервасий (Орологас) (14 май 1902 — 16 март 1910)
- Софроний (Нистопулос) (27 март 1910 — 25 апреля 1911)
- Амвросий (Ставринос) (25 апреля 1911 — 13 февраля 1914)
- Николай (Сакопулос) (13 февраля 1914 — 22 февраля 1927)
- Каллиник (Деликанис) (26 июля 1932 — 11 января 1934)